# Właściwości mechaniczne minerału
Właściwości mechaniczne minerału – odporność danego minerału na rozbicie lub odkształcenie.
Własność ta ma ścisły związek ze spójnością elementów, które tworzą sieć krystaliczną minerału.
Ze względu na wytrzymałość minerały możemy podzielić:
- kruche – rozpryskują się pod wpływem niezbyt silnego uderzenia, np. kwarc
- ciągliwe – można z nich wyciągnąć drut, np. metale rodzime: miedź, srebro, złoto
- kowalne – minerały, z których można wykuć cienkie blaszki, np. miedź
- sprężyste – wykazują elastyczność, po usunięciu siły odkształcającej powracają do pierwotnej postaci, np. mika
- giętkie – pod działaniem siły odkształcają się na stałe, np. gips
- strugalne – dają się ciąć nożem i strugać na wióry, np. gips